# Alfred Keller (prêtre)
Pour les articles homonymes, voir Alfred Keller et Keller.
L'abbé Alfred Keller, né le 5 septembre 1894 à Néons-sur-Creuse (Indre, France) et mort en 1986, est un prêtre catholique français. Célèbre pour avoir fondé la « cité du Souvenir » dans le 14e arrondissement de Paris, il est considéré comme un précurseur de l'action sociale en France.

## Biographie
Petit-fils du député Émile Keller et fils de l'ingénieur Jean-Antoine Keller, il appartient à une famille riche profondément religieuse et impliquée dans le catholicisme social : en plus de lui, quatre de ses treize frères et sœurs entrent en religion.
Ordonné le 19 juin 1920, il est nommé vicaire de la paroisse Saint-Dominique. Marqué par la misère qu'il côtoie au quotidien — la Première Guerre mondiale a tué près de 1,7 million de Français, puis la grippe espagnole en a tué 400 000 —, il décide de « créer un ensemble où les familles éprouvées et de modeste condition pourront être chez elles ».
En 1925, le cardinal Louis-Ernest Dubois approuve le projet. Le Plateau de saint Yves est à vendre : l'abbé doit alors réunir un million de francs en un mois. Il lance une souscription par actions, y investit une grande part de sa fortune et appelle aux dons. Durant le dimanche des Rameaux, le cardinal Dubois prend possession des lieux. Une compagnie d'Assurances verse 500 000 francs en échange de la réservation de certains logements pour ses employés et les fonds sont largement rassemblés en un mois.
En juillet, la « cité du Souvenir » est ainsi créée. Cent-quatre-vingt habitations à bon marché sont construites avec, sur la porte de chacune d'elles, le nom d'un soldat mort à la guerre. Les trois immeubles sont répartis en triangle. Au centre, l'abbé fait ériger la chapelle Saint-Yves, destinée aux victimes de la guerre.
La cité dispose alors d'un jardin pour enfants, d'un dispensaire et d'un patronage. Les premiers bâtiments sont inaugurés en novembre 1927, par le cardinal Dubois et le maréchal Foch.
En 1942, le reste des fonds est utilisé pour acheter la ferme de Montsouris et un appartement situé dans la villa Saint-Jacques, dans lesquels sont créés des logements à destination des pauvres,. Jusqu'à sa mort en 1986, il continue son travail humanitaire au travers de la « Fondation des Berceaux du Souvenir », qu'il a créée en 1934.

## Postérité
Considéré comme un précurseur de ce qui ne s'appelait pas encore l'action sociale, Jacques Barrot, secrétaire d'État au logement de 1974 à 1978, explique à son propos : « cet homme exceptionnel a été, en 1924, un précurseur de la résorption des bidonvilles et de l'habitation à bon marché à Paris. Construire pour les vivants à revenus modestes, telle était sa devise. Il a inscrit dans les esprits une volonté d'entraide, de développement et d'amour de la famille. Son action sociale a touché le logement, l'accès à la propriété, le domaine de la santé, de l'éducation et des loisirs des jeunes ».